# Düsseldorfer Turn- und Sportverein Fortuna 1895 2006-2007
Questa voce raccoglie le informazioni riguardanti il Düsseldorfer Turn- und Sportverein Fortuna 1895 nelle competizioni ufficiali della stagione 2006-2007.

## Stagione
Nella stagione 2006-2007 il Fortuna Düsseldorf, allenato da Uwe Weidemann, concluse il campionato di Regionalliga nord al 10º posto.

## Rosa
| N. |                        | Ruolo | Calciatore       |
| -- | ---------------------- | ----- | ---------------- |
| 1  | Germania (bandiera)    | P     | Frank Kirn       |
| 1  | Stati Uniti (bandiera) | P     | Kenneth Kronholm |
| 3  | Germania (bandiera)    | C     | Claus Costa      |
| 4  | Croazia (bandiera)     | D     | Robert Palikuca  |
| 5  | Paesi Bassi (bandiera) | D     | Henri Heeren     |
| 6  | Germania (bandiera)    | D     | Oliver Barth     |
| 7  | Belgio (bandiera)      | C     | Giuseppe Canale  |
| 8  | Germania (bandiera)    | C     | Jörg Albertz     |
| 9  | Nigeria (bandiera)     | C     | Yusuf Adewunmi   |
| 10 | Germania (bandiera)    | A     | Marcus Feinbier  |
| 11 | Filippine (bandiera)   | A     | Denis Wolf       |
| 13 | Germania (bandiera)    | D     | Jens Langeneke   |
| 14 | Germania (bandiera)    | C     | Tim Kruse        |

| N. |                     | Ruolo | Calciatore         |
| -- | ------------------- | ----- | ------------------ |
| 15 | Germania (bandiera) | A     | Ahmet Cebe         |
| 16 | Germania (bandiera) | C     | David Krecidlo     |
| 17 | Germania (bandiera) | C     | Andreas Lambertz   |
| 18 | Turchia (bandiera)  | D     | Erdal Eraslan      |
| 19 | Croazia (bandiera)  | A     | Ivan Pusic         |
| 20 | Germania (bandiera) | A     | Marcel Podszus     |
| 21 | Turchia (bandiera)  | D     | Hamza Çakır        |
| 22 | Germania (bandiera) | P     | Patrick Deuß       |
| 23 | Germania (bandiera) | C     | Gabriel Czajor     |
| 24 | Germania (bandiera) | C     | Sebastian Kneißl   |
| 30 | Germania (bandiera) | C     | Markus Anfang      |
| 33 | Germania (bandiera) | P     | Patrick Nettekoven |
|    | Turchia (bandiera)  | A     | Asim Kus           |

## Organigramma societario
Area tecnica
- Allenatore: Uwe Weidemann
- Allenatore in seconda: Uwe Klein
- Preparatore dei portieri: Herbert Becker
- Preparatori atletici:
- Analisi video:

## Calciomercato

### Sessione estiva
| Acquisti | Acquisti         | Acquisti          | Acquisti |
| R.       | Nome             | da                | Modalità |
| -------- | ---------------- | ----------------- | -------- |
| C        | Yusuf Adewunmi   | Amburgo II        |          |
| C        | Markus Anfang    | Duisburg          |          |
| C        | Claus Costa      | Bochum            |          |
| C        | David Krecidlo   | Hertha Berlino II |          |
| P        | Kenneth Kronholm | Wormatia Worms    |          |
| A        | Asim Kus         | Viktoria Goch     |          |
| D        | Jens Langeneke   | LR Ahlen          |          |
| D        | Robert Palikuca  | St. Pauli         |          |

| Cessioni | Cessioni         | Cessioni            | Cessioni |
| R.       | Nome             | a                   | Modalità |
| -------- | ---------------- | ------------------- | -------- |
| C        | Samet Atulahi    | Straelen            |          |
| D        | Dirk Böcker      | F. Düsseldorf II    |          |
| A        | Engin Kizilaslan | TuRU Düsseldorf     |          |
| A        | Ermin Melunovic  | Vikt. Aschaffenburg |          |
| D        | Julius Steegmann | Union Solingen      |          |

### Sessione invernale
| Acquisti | Acquisti         | Acquisti          | Acquisti |
| R.       | Nome             | da                | Modalità |
| -------- | ---------------- | ----------------- | -------- |
| C        | Sebastian Kneißl | Wacker Burghausen |          |

| Cessioni | Cessioni | Cessioni | Cessioni |
| R.       | Nome     | a        | Modalità |
| -------- | -------- | -------- | -------- |

## Risultati

### Regionalliga

#### Girone di andata
| Arbitro: | Kuhl |

|  |           |                               |
|  | Marcatori | 51’ Kaminski 55’, 84’ Laumann |

| Arbitro: | Gräfe |

|          |           |  |
| Aziz 31’ | Marcatori |  |

| 12 agosto 2006 3ª giornata |  | – turno di riposo |  |  |

| Arbitro: | Bartsch |

|                                           |           |                         |
| Langeneke 49’ (rig.) Podszus 74’ Cebe 84’ | Marcatori | 2’ Brunnemann 89’ Holst |

| Dresda 26 agosto 2006, ore 14:00 CEST 5ª giornata | Dinamo Dresda  | 0 – 0 referto | Fortuna Düsseldorf | Rudolf-Harbig-Stadion (14 592 spett.)\| Arbitro: \| Schempershauwe \| |
| Arbitro:                                          | Schempershauwe |               |                    |                                                                       |

| Arbitro: | Kinhöfer |

|                                  |           |                  |
| Albertz 50’ Cebe 54’ Podszus 90’ | Marcatori | 58’ von der Weth |

| Arbitro: | Trautmann |

|               |           |          |
| Policella 90’ | Marcatori | 43’ Cebe |

| Arbitro: | Fischer |

|                                                     |           |  |
| Langeneke 38’ Feinbier 78’ Adewunmi 88’ Podszus 90’ | Marcatori |  |

| Arbitro: | Frank |

|                            |           |                                          |
| Heun 37’ Kullig 42’ (rig.) | Marcatori | 26’ Lambertz 63’ (rig.) Heeren 70’ Pusic |

| Arbitro: | Pflaum |

|                         |           |                      |
| Anfang 43’ Feinbier 90’ | Marcatori | 16’ Löning 89’ Peitz |

| Arbitro: | Achmüller |

|             |           |                  |
| Dejagah 46’ | Marcatori | 23’, 77’ Albertz |

| Arbitro: | Fischer |

|                                   |           |           |
| Lambertz 29’ Langeneke 90’ (rig.) | Marcatori | 82’ Spork |

| Arbitro: | Bornhöft |

|            |           |             |
| Wojcik 29’ | Marcatori | 19’ Albertz |

| Arbitro: | Willenborg |

|            |           |                 |
| Podszus 6’ | Marcatori | 86’ Tiberkanine |

| Arbitro: | Wenkel |

|          |           |  |
| Zedi 31’ | Marcatori |  |

| Arbitro: | Trautmann |

|                                 |           |  |
| Palikuca 10’ Lechner 46’ (aut.) | Marcatori |  |

| Arbitro: | Wenkel |

|                       |           |              |
| Cannizzaro 50’ (rig.) | Marcatori | 58’ Palikuca |

| Arbitro: | Schmidt |

|                        |           |  |
| Anfang 54’ Podszus 82’ | Marcatori |  |

| Arbitro: | Bartsch |

|           |           |              |
| Marin 90’ | Marcatori | 90’ Palikuca |

#### Girone di ritorno
| Arbitro: | Schriever |

|                                                   |           |            |
| Glöden 2’ Bäumer 20’ Stahlberg 61’ Großkreutz 79’ | Marcatori | 84’ Anfang |

| Arbitro: | Brych |

|                   |           |  |
| Feinbier 33’, 52’ | Marcatori |  |

| 16 febbraio 2007 22ª giornata |  | – turno di riposo |  |  |

| Arbitro: | Wagner |

|             |           |              |
| Bertram 31’ | Marcatori | 30’ Feinbier |

| Arbitro: | Kinhöfer |

|          |           |             |
| Wolf 90’ | Marcatori | 23’ Vorbeck |

| Arbitro: | Henschel |

|                                  |           |                   |
| Kullmann 54’ Krecidlo 76’ (aut.) | Marcatori | 38’, 39’ Feinbier |

| Arbitro: | Kempter |

|              |           |                                        |
| Feinbier 58’ | Marcatori | 53’ Bölstler 77’ Manno 86’ Rietpietsch |

| Arbitro: | Lupp |

|            |           |  |
| Ricken 65’ | Marcatori |  |

| Arbitro: | Rafati |

|               |           |             |
| Cebe 32’, 34’ | Marcatori | 43’ Kruppke |

| Arbitro: | Joerend |

|                          |           |  |
| Schachten 60’ Heider 79’ | Marcatori |  |

| Arbitro: | Willenborg |

|  |           |                 |
|  | Marcatori | 22’, 76’ Traoré |

| Arbitro: | Schriever |

|              |           |  |
| Biermann 60’ | Marcatori |  |

| Arbitro: | Bartsch |

|              |           |          |
| Lambertz 19’ | Marcatori | 33’ Bury |

| Arbitro: | Schößling |

|                   |           |                                |
| De Wit 35’ (rig.) | Marcatori | 28’ Cebe 59’ Heeren 80’ Kneißl |

| Arbitro: | Kuhl |

|            |           |               |
| Kneißl 49’ | Marcatori | 69’ Celikovic |

| Arbitro: | Fischer |

|                      |           |  |
| Meggle 30’ Braun 70’ | Marcatori |  |

| Arbitro: | Fischer |

|                                    |           |                |
| Wolf 61’ Feinbier 74’ Lambertz 90’ | Marcatori | 9’, 71’ Hampel |

| Arbitro: | Trautmann |

|                        |           |  |
| Dobrý 15’ Guščinas 90’ | Marcatori |  |

| Arbitro: | Bippen |

|                                    |           |                   |
| Cebe 15’, 62’ Canale 34’ Kruse 43’ | Marcatori | 22’ van den Bergh |

## Statistiche

### Statistiche di squadra
| Competizione      | Punti | In casa | In casa | In casa | In casa | In casa | In casa | In trasferta | In trasferta | In trasferta | In trasferta | In trasferta | In trasferta | Totale | Totale | Totale | Totale | Totale | Totale | DR |
| Competizione      | Punti | G       | V       | N       | P       | Gf      | Gs      | G            | V            | N            | P            | Gf           | Gs           | G      | V      | N      | P      | Gf     | Gs     | DR |
| ----------------- | ----- | ------- | ------- | ------- | ------- | ------- | ------- | ------------ | ------------ | ------------ | ------------ | ------------ | ------------ | ------ | ------ | ------ | ------ | ------ | ------ | -- |
| Regionalliga nord | 51    | 18      | 10      | 5       | 3       | 34      | 22      | 18           | 3            | 7            | 8            | 16           | 25           | 36     | 13     | 12     | 11     | 50     | 47     | +3 |
| Totale            | 51    | 18      | 10      | 5       | 3       | 34      | 22      | 18           | 3            | 7            | 8            | 16           | 25           | 36     | 13     | 12     | 11     | 50     | 47     | +3 |

### Andamento in campionato
| Giornata  | 1  | 2  | 3  | 4  | 5  | 6  | 7  | 8 | 9 | 10 | 11 | 12 | 13 | 14 | 15 | 16 | 17 | 18 | 19 | 20 | 21 | 22 | 23 | 24 | 25 | 26 | 27 | 28 | 29 | 30 | 31 | 32 | 33 | 34 | 35 | 36 | 37 | 38 |
| --------- | -- | -- | -- | -- | -- | -- | -- | - | - | -- | -- | -- | -- | -- | -- | -- | -- | -- | -- | -- | -- | -- | -- | -- | -- | -- | -- | -- | -- | -- | -- | -- | -- | -- | -- | -- | -- | -- |
| Luogo     | C  | T  |    | C  | T  | C  | T  | C | T | C  | T  | C  | T  | C  | T  | C  | T  | C  | T  | T  | C  |    | T  | C  | T  | C  | T  | C  | T  | C  | T  | C  | T  | C  | T  | C  | T  | C  |
| Risultato | P  | P  |    | V  | N  | V  | N  | V | V | N  | V  | V  | N  | N  | P  | V  | N  | V  | N  | P  | V  |    | N  | N  | N  | P  | P  | V  | P  | P  | P  | N  | V  | N  | P  | V  | P  | V  |
| Posizione | 18 | 19 | 18 | 15 | 15 | 10 | 12 | 9 | 6 | 7  | 4  | 3  | 4  | 3  | 6  | 4  | 3  | 3  | 2  | 4  | 2  | 3  | 4  | 5  | 5  | 8  | 9  | 7  | 12 | 12 | 12 | 13 | 11 | 11 | 12 | 9  | 12 | 10 |

Legenda:

Luogo: C = Casa; T = Trasferta. Risultato: V = Vittoria; N = Pareggio; P = Sconfitta.

### Statistiche dei giocatori
| Y. Adewunmi   | 19 | 1 | 2  | 0 |
| J. Albertz    | 28 | 4 | 1  | 0 |
| M. Anfang     | 21 | 3 | 2  | 1 |
| O. Barth      | 18 | 0 | 3  | 2 |
| G. Canale     | 23 | 1 | 6  | 0 |
| A. Cebe       | 31 | 8 | 8  | 1 |
| C. Costa      | 14 | 0 | 2  | 0 |
| G. Czajor     | 0  | 0 | 0  | 0 |
| P. Deuß       | 23 | 0 | 2  | 0 |
| E. Eraslan    | 8  | 0 | 0  | 0 |
| M. Feinbier   | 24 | 9 | 4  | 0 |
| H. Heeren     | 29 | 2 | 6  | 0 |
| F. Kirn       | 0  | 0 | 0  | 0 |
| S. Kneißl     | 13 | 2 | 4  | 0 |
| D. Krecidlo   | 23 | 0 | 6  | 1 |
| K. Kronholm   | 13 | 0 | 1  | 0 |
| T. Kruse      | 18 | 1 | 4  | 0 |
| A. Kus        | 0  | 0 | 0  | 0 |
| A. Lambertz   | 33 | 4 | 7  | 0 |
| J. Langeneke  | 27 | 3 | 6  | 1 |
| P. Nettekoven | 1  | 0 | 0  | 0 |
| R. Palikuca   | 23 | 3 | 12 | 0 |
| M. Podszus    | 29 | 5 | 2  | 0 |
| I. Pusic      | 23 | 1 | 2  | 0 |
| D. Wolf       | 24 | 2 | 0  | 0 |
| H. Çakır      | 29 | 0 | 6  | 0 |